# Mad Heidi
Mad Heidi és una pel·lícula dramàtica i gore suïssa del 2022 dirigida per Johannes Hartmann i Sandro Klopfstein i protagonitzada per Alice Lucy en el paper principal, David Schofield com a Alpöhi i Casper Van Dien com el president Meili. Es va estrenar el 7 de setembre de 2022 al Festival Internacional de Cinema Fantàstic de Brussel·les, on la pel·lícula va guanyar el premi del públic. La producció es va mostrar com a projecció especial al Zurich Film Festival de 2022. L'estrena a les sales d'Alemanya, Àustria i Suïssa va ser el 24 de novembre de 2022. Ha estat doblada i subtitulada al català.

## Sinopsi
La Heidi viu a la muntanya amb el seu xicot Pere el cabrer i el seu avi Alpöhi. El cabrer Peter s'interposa en el camí del president suís i magnat del formatge Meili venent el seu propi formatge, cosa que desagrada el monopolista Meili. Com a càstig, Peter és executat pel comandant Knorr davant dels ulls de la Heidi, que és portada a una presó de dones a les muntanyes.
Allà es veu obligada a menjar-se el formatge de la monopolista Meili perquè es faci forta per participar en el brutal festival de lluita lliure. Amb el suport de la seva companya de cel·la Klara, Heidi es converteix en una amazona rebel que està decidida a aturar els feixistes del formatge.

## Producció
El rodatge va tenir lloc durant 27 dies del 17 de setembre al 26 d'octubre de 2021 a Suïssa. Els llocs de rodatge inclouen Burgdorf, Erlach, Engstligenalp i el Museu a l'Aire Lliure de Ballenberg.
La pel·lícula va ser produïda per A Film Company GmbH, amb la participació de la ràdio i la televisió suïssa. Swissploitation Films GmbH es va fer càrrec de la distribució mundial. El finançament es va proporcionar principalment per crowdfunding, es van recaptar uns dos milions de francs suïssos de 538 inversors de 19 països. El productor finlandès Tero Kaukomaa havia recaptat anteriorment diners per a Iron Sky a través de crowdfunding.
Eric Lehner s'encarregava de la càmera, Jann Anderegg, Claudio Cea i Isai Oswald del muntatge. Mario Batkovic va escriure la música, Nina Jaun va dissenyar el vestuari i Myriam Kaelin va dissenyar el conjunt. Aquest va ser el primer paper en un llargmetratge de l'actriu britànica-catalana Alice Lucy. Jessy Moravec va ser originalment pensada per al paper principal.